# 文化镇 (重庆市)
文化镇，是中华人民共和国重庆市梁平区下辖的一个乡镇级行政单位。

## 行政区划
文化镇下辖以下地区：
文化村、合家村、齐发村、永远村、和平村、双盐村、长春村和三寨村。